# Desis crosslandi
Desis crosslandi är en spindelart som beskrevs av Pocock 1903. Desis crosslandi ingår i släktet Desis och familjen Desidae. Inga underarter finns listade i Catalogue of Life.